# Heihachi Mishima
Heihachi Mishima (三島 平八) es un personaje ficticio japonés de la saga Tekken, una serie de videojuegos de lucha, siendo el máximo dirigente del imperio financiero Mishima Zaibatsu y una leyenda dentro del mundo de las artes marciales. Es representado en la mayoría de entregas como el antagonista principal de la obra, siendo introducido en la primera entrega, Tekken, como el jefe final. 
En la secuela Tekken 2 adquiere el rol protagonista, en contraposición al anterior protagonista, Kazuya Mishima, que pasa a ser el antagonista. En Tekken 3 y Tekken 4 conserva el rol antagónico, mientras que en Tekken 5 y Tekken 6 posee un estatus más secundario dentro de la historia, culminando con un rol protagonista en Tekken 7, en la que ha sido señalada como su última aparición en la narrativa de esta historia.
La condición protagonista de Heihachi se señala también en el hecho de que los otros principales protagonistas de la historia de la saga Tekken, el mencionado Kazuya Mishima y Jin Kazama, poseen parentesco con el propio Heihachi (hijo y nieto) respectivamente. 
Asimismo, Heihachi resulta ser el patrocinador de varios de los torneos Tekken que se disputan en la saga, en tanto que es el líder de la Mishima Zaibatsu, empresa promotora del torneo. Además Heihachi es el Ganador del torneo de Tekken 2.

## Diseño
El productor de la saga Tekken, Katsuhiro Harada, ha declarado que Heihachi es su personaje favorito de la franquicia, siendo además uno de sus favoritos a la hora de jugar. El propio Harada señala que la intención era construir a Heihachi como un «humano malvado», en contraposición a su hijo Kazuya, al que definió como «genuina maldad».
La culminación a la historia personal de Heihachi llega en la entrega Tekken 7, donde Harada declara que supone la clarificación de los misterios que envuelven al linaje Mishima, suponiendo también la despedida de Heihachi, muriendo a manos de su hijo Kazuya en su enfrentamiento final.
Su doblador hasta Tekken 6 fue el seiyū Daisuke Gōri, quien se suicidó en el año 2010, siendo sustituido en esta labor por Unshō Ishizuka desde Tekken Tag Tournament 2 en adelante.

## Historia

### Orígenes
Tal y como se narró tradicionalmente en la obra, Heihachi era el hijo del fundador del imperio financiero Mishima Zaibatsu, Jinpachi Mishima. Heihachi era también un maestro de las artes marciales, practicante y precursor del Mishima Kakuto Karate (una síntesis de los estilos clásicos de kárate de Okinawa Shorin Ryu y Goju Ryu). Llegado el momento, Heihachi encerró a su padre debajo del templo-fortaleza de Hon-Maru. Esto le permitió hacerse con el control de la Mishima Zaibatsu, la cual reconvirtió en una empresa armamentística, desarrollando incluso un ejército privado propio, las Tekken Force (llamadas «Fuerzas Tekken» en español); con este movimiento, Heihachi convirtió al conglomerado de la Mishima Zaibatsu en el imperio financiero más importante del globo.
En el ámbito personal, Heihachi se casó con Kazumi Mishima, a la que conoció cuando ella llegó al dojo de Jinpachi siendo una niña y con la que tendría un hijo, Kazuya Mishima. Heihachi era un hombre severo y, obsesionado con no tener un heredero débil, sometió a Kazuya a una infancia dura y competitiva. Cierto día, mientras Heihachi y Kazuya se encontraban en uno de sus habituales entrenamientos, el primero arrojó a su hijo por un barranco, esperando que si era lo suficientemente fuerte sobreviviera. Esta es la versión que se mantuvo a lo largo de la saga, sin embargo, en Tekken 7 se revela que Kazumi era la portadora del Gen Diabólico, herencia de su familia los Hachijo, y su pretensión era destruir a Heihachi y al linaje Mishima debido a que el clan Hachijo predijo que tanto él como Kazuya se convertirían en una amenaza para la humanidad. A petición de su clan, Kazumi en una noche de tormenta durante un entrenamiento confrontó a Heihachi explicándole la  verdadera razón por la  ella llegó a su vida y se había casado  con él en su forma de demonio para acabar con su vida, el cual la derrotó con un puñetazo en la ingle dejándola inconsciente pero Kazumi fingiéndose  muerta se  levanta transformada nuevamente en su forma de demonio para intentar matarlo otra vez. Con su último aliento, Kazumi le pidió que no acabara con ella pues despertaría consigo una cadena de odio sin fin y le pidió a Heihachi que la liberara pero sospechando que era una trampa para intentar asesinarlo de nuevo, Heihachi la mató rompiéndole el cuello y soltando una lágrima cuando contempla el cuerpo sin vida de Kazumi. Al enterarse Kazuya de la muerte de su madre, acusó a su padre de asesinarla; sabedor de que Kazuya pudo haber heredado el Gen Diabólico de Kazumi y los Hachijo, decidió arrojarlo por el acantilado con la esperanza de que no sobreviviera y comprobar sus sospechas de que Kazuya también heredó la sangre demoníaca o no. Pese a todo, Kazuya logró resistir la caída, despertando en su interior el Gen Diabólico de su familia materna los Hachijo y buscando a partir de entonces vengarse de su progenitor. estos acontecimientos ocurrieron el mismo año en que Heihachi le robó la Mishima Zaibatsu a Jinpachi encerrándolo en el templo Hon-Maru y después de que el mismo Heihachi asesinara a su esposa Kazumi.
Durante diez años después de estos sucesos, Heihachi dirigió con puño de hierro la Mishima Zaibatsu, hasta que a sus oídos llegó la noticia de que Kazuya seguía vivo. Kazuya se había convertido en un gran maestro de las artes marciales y Heihachi ansiaba librarse de su hijo de una vez por todas, de modo que así nace el Torneo del Rey del Puño de Hierro.

### Tekken
Como forma de atraer a su hijo, del que sabía que bullía en ansias de venganza, Heihachi convoca el I Torneo del Rey del Puño de Hierro con un extraordinario premio para el vencedor: el control de la Mishima Zaibatsu. Tal y como esperaba, Kazuya supera todas las rondas hasta llegar a la final. Heihachi y Kazuya se enfrentan por primera vez en diez años; gracias al poder de su Gen Diabólico, Kazuya derrota a Heihachi y lo arroja por el mismo barranco del que él lo lanzó cuando era niño, acto seguido, toma posesión como nuevo líder de la Mishima Zaibatsu.

### Tekken 2
Tras los sucesos del primer Tekken, Heihachi no falleció, sino que sobrevivió a la caída decidido a tomarse la revancha con Kazuya, este controlaba ahora la Mishima Zaibatsu, estando ya bajo control total del Gen Diabólico. Kazuya descubre que su odiado padre sigue vivo, de modo que para atraerlo realiza el mismo plan que su progenitor había elucubrado dos años atrás: convocar un nuevo Torneo del Rey del Puño de Hierro.
Heihachi supera las rondas previas y llega a la final, donde dispondrá de su revancha ante el propio Kazuya. Este, sin embargo, se hallaba en una lucha interna entre su «lado bueno», despertado por Jun Kazama, y el «lado malvado» personificado en el Gen Diabólico. Aprovechando las disensiones internas de su hijo, Heihachi le derrota. Ante esta situación, el Gen Diabólico consigue imponerse en el cuerpo de Kazuya, transformándose este en una versión diabólica de sí mismo que responde al nombre de «Devil»; pese a todo, Heihachi consigue derrotar nuevamente a esta versión maligna, así que, para asegurarse de que su hijo no regrese nunca más, Heihachi le "devuelve el favor" y arroja a Kazuya al interior de un volcán activo. Heihachi toma entonces posesión de nuevo de la Mishima Zaibatsu, después de librarse de su hijo «definitivamente».

### Tekken 3
Dieciocho años han transcurrido desde que Heihachi acabara con Kazuya arrojándolo a un volcán. A sus oídos llegan las noticias sobre un poder ancestral escondido en unas ruinas de Mesoamérica. Heihachi envía a un escuadrón de las Fuerzas Tekken a investigar, sin embargo, pierde todo contacto con ellos. Tras personarse en el lugar, se encuentra un mar de cadáveres y una misteriosa señal de radio que hace referencia a un nombre: «Ogre». Este «poder» del que había oído hablar resultó ser una divinidad conocida como Ogre, cuyo don es absorber las habilidades marciales de sus rivales; con este objetivo, Ogre acaba con multitud de artistas marciales por todo el globo. Heihachi empezó a comprender que si podía hacer suyas las habilidades de Ogre podría obtener el poder supremo.
Cierto día, ante Heihachi se presenta un joven que responde al nombre de Jin Kazama. Este muchacho resulta ser hijo del difunto Kazuya, el cual se presenta ante Heihachi por indicación de su madre Jun, la cual aparentemente falleció a manos del propio Ogre. Heihachi decide tomar bajo su custodia a Jin, no por caridad, sino en orden de usarlo como cebo para atraer a Ogre. Con este objetivo en mente, y sabiendo que la criatura buscaba el poder de artistas marciales, convoca el III Torneo del Rey del Puño de Hierro.
Se celebra el torneo y Heihachi resulta derrotado por Jin, quien a la postre destruye a Ogre y se proclama campeón del torneo. Heihachi acude con sus soldados al lugar de la batalla entre Jin y Ogre, pero resulta ser demasiado tarde y la criatura ya ha desaparecido. Al darse cuenta de que Jin ya no le es útil, ordena a sus hombres que acaben con él, dándole él mismo el tiro de gracia. Sin embargo, Jin despierta su Gen Diabólico y consigue escapar ileso.

### Tekken 4
Dos años después de que Heihachi fracasara en obtener el poder de Ogre, los científicos de la Mishima Zaibatsu descubrieron que era posible combinar las células de Ogre con las suyas propias para crear una nueva forma de vida, sin embargo, el proyecto no llegó a buen puerto, debido a que el Gen Diabólico era necesario para poder combinar exitosamente el genoma de Heihachi con el de Ogre, el problema estribaba en que solo dos personas conocidas por ellos poseían el Gen Diabólico: Kazuya y Jin. 
Cierto día, Heihachi descubrió unas fotografías de un cuerpo con laceraciones y rasgos demoníacos en las instalaciones de una compañía bio-tecnológica llamada Corporación G; este cuerpo no era otro que el de su propio hijo Kazuya, al que todo el mundo daba por muerto desde hacía más de veinte años. Heihachi envió a las Fuerzas Tekken a hacerse con el cuerpo de Kazuya, sin embargo, éste despertaría de su letargo derrotando a todas las Fuerzas Tekken enviadas por Heihachi y lanzó un desafío directo a su padre. Sabedor de que necesitaba los cuerpos de Kazuya o de Jin, Heihachi decide convocar el IV Torneo del Rey del Puño de Hierro.
El torneo se produce y Kazuya y Jin tienen que enfrentarse en la ronda previa a la final, sin embargo, Jin es secuestrado por las Fuerzas Tekken y llevado al templo-fortaleza de Hon-Maru. Kazuya se presenta ante Heihachi exigiendo que le diga el paradero de su hijo; padre e hijo se enfrentan, y tras la pelea, Heihachi conduce a Kazuya hasta Hon-Maru. Allí, Kazuya revela que es capaz de dominar el Gen Diabólico y noquea a Heihachi, dispuesto a asimilar el poder de su hijo. Cuando Heihachi se despierta descubre a Kazuya inconsciente tras ser derrotado por Jin; Heihachi y su nieto se enfrentan, con victoria para el segundo que está por asesinarlo, pero en el último segundo, Jin decide perdonarle la vida a su abuelo y escapa volando del lugar.

### Tekken 5/Tekken 5: Dark Resurrection
Tras su derrota a manos de Jin Kazama en Tekken 4, Heihachi se hallaba inconsciente en Hon-Maru junto a su hijo Kazuya, en ese instante, un escuadrón de Jack-4 fueron desplegados en el lugar, enviados por la Corporación G. En un principio, Heihachi y Kazuya combaten mano a mano a los robots, hasta que Kazuya decide traicionar a su padre, lo arroja a los Jack-4 y escapa volando; uno de los robots se inmola frente a Heihachi, causando la destrucción de Hon-Maru. Raven, un espía que se hallaba en las inmediaciones del templo observando el ataque, lanza un comunicado que pronto se extenderá a lo largo del globo: «Heihachi Mishima está muerto».
En el modo historia de Heihachi en Tekken 5 se revela que este no falleció en la explosión, sino que se despertó en una localización lejana tras pasar meses inconsciente. Para aquel entonces, alguien se había hecho cargo ya del liderazgo de la Mishima Zaibatsu.
En los sucesos de Tekken 6 se mencionará que Heihachi no participa en el V Torneo del Rey del Puño de Hierro, patrocinado por su padre, Jinpachi Mishima, al cual él había encerrado bajo Hon-Maru y dejado morir. Finalmente, Jin vencerá a Jinpachi y asumirá el mando de la Mishima Zaibatsu mientras Heihachi decide permanecer alejado de la primera línea de acontecimientos.

### Tekken 6/Tekken 6: Bloodline Rebellion
Heihachi se hallaba en su mansión mientras Jin desataba guerras empleando los recursos de la Mishima Zaibatsu; Kazuya, ahora al mando de la Corporación G, decide ser el principal obstáculo a los planes de Jin, de modo que ambas compañías se enfrascan en una guerra a escala global.
Cuando Jin se entera de que Heihachi está vivo y en su mansión envía a sus escuadrones de las Fuerzas Tekken a acabar con él, sin embargo, Heihachi las rechaza. Poco después se entera de que el VI Torneo del Rey del Puño de Hierro ha sido convocado. Durante la disputa del torneo, un misterioso sujeto que responde al nombre de Lars Alexandersson se infiltra en la mansión de Heihachi. Cuando ambos finalmente se encuentran cara a cara, Lars descubre que es un hijo ilegítimo de Heihachi. Tras enfrentarse, Heihachi le sugiere que se alíe con él en orden de acabar con Jin Kazama, sin embargo, Lars rehúsa y se marcha sin mayores consecuencias.

### Tekken 7
Tras los sucesos de Tekken 6 no hay rastro de Jin Kazama, y a su vez, la Mishima Zaibatsu queda descabezada. Heihachi aprovecha entonces la oportunidad que tanto estaba esperando y asalta los cuarteles de la Mishima Zaibatsu, asumiendo el mando de la compañía. El plan de Heihachi es acabar con Kazuya de una vez por todas y averiguar el paradero de Jin, de modo que decide patrocinar un nuevo Torneo del Rey del Puño de Hierro.
La estrategia de Heihachi es desvelar al mundo el Gen Diabólico que posee Kazuya, por lo que le tiende una emboscada cuando este se enfrenta a Akuma. Furioso por la acción de Heihachi, Kazuya decide derribar uno de los satélites de la Mishima Zaibatsu, causando una ola de destrucción y que la opinión pública se sitúe en contra del líder del imperio financiero. Ante esta situación, Heihachi se reúne con un periodista al cual le cuenta toda la verdad sobre lo acontecido con la familia Mishima y todo lo relacionado sobre su tormentoso pasado con Kazuya.
El encuentro final entre Heihachi y Kazuya se produce en el interior de un volcán Brimstone & Fire. Padre e hijo se enfrentan nuevamente en su sempiterna rivalidad; en esta ocasión, Kazuya con todo el odio y el rencor hacia su padre, derrota y mata de una vez por todas a Heihachi. Cargando con su cuerpo inerte, Kazuya lo arroja al cráter del volcán mientras exclama lo que Heihachi le había revelado de niño: «Una pelea consiste en ser último que quede en pie. Nada más». Con este acto "fallece" el líder de la Mishima Zaibatsu y antagonista principal de la saga Tekken a lo largo de su historia.

### Tekken 8
En la historia de Tekken 8, si bien Heihachi no aparece físicamente, su nombre sigue siendo mencionado a través del modo historia del juego en numerosas secuencias retrospectivas. Al final se revela que una de las participantes del torneo creado por Kazuya, Reina resulta ser una de las hijas ilegítimas de Heihachi que también posee el gen diabólico y jura hacer cumplir la voluntad de su padre.
En el último trailer anunciado en el EVO 2024 se confirma que Heihachi no ha fallecido en los sucesos de Tekken 7, y regresa como DLC en el juego.